# L'Atenaide
L'Atenaide (RV 702-A) è un dramma per musica in tre atti di Antonio Vivaldi su libretto di Apostolo Zeno.
Fu rappresentata per la prima volta il 29 dicembre 1728 al Teatro della Pergola di Firenze. Tra gli interpreti che parteciparono alla prima rappresentazione era presente il contralto Anna Girò nel ruolo di Pulcheria e il celebre tenore Annibale Pio Fabri in quello di Leontino
La partitura della prima rappresentazione è andata perduta. L'unica partitura superstite è testimone di una ripresa successiva, di cui non c'è pervenuto libretto (data, luogo di rappresentazione e cast ci sono quindi ignoti)
La partitura superstite (RV 702-B) non è datata e non è conosciuto nessun libretto di un eventuale riallestimento.
In particolare la partitura RV 702-B riporta le seguenti arie, assenti dal libretto di RV 702-A, e le due fonti differiscono, oltretutto, nella numerazione delle scene, ciò che prova che esse si riferiscono a due diverse rappresentazioni dell'opera:
Atto I:
- Scena I - Ti stringo in questo amplesso (RV 702-B), Sposa augusta ascendi al trono (RV 702-A)
- Scena IV - Là sul margine del rio (RV 702-B), Non trova in me riposo (RV 702-A)
- Scena VIII - Reggia amica a te vicino (RV 702-B), mentre RV 702-A non reca aria per la scena corrispondente
- Scena X - Mal s'accende di sdegno (RV 702-B), Nello scoglio irata l'onda (RV 702-A)

Atto II:
- Scena VIII - Bel piacer di fido core (RV 702-B), Misero è quel nocchier (RV 702-A)

Atto III:
- Scena VIII - Cor mio che prigion sei (RV 702-B), mentre RV 702-A non reca aria per la scena corrispondente

Il terzo atto di RV 702-B contiene inoltre l'aria Infausta reggia, addio, assente da RV 702-A, così come RV 702-A prevedeva le arie Il tempo a noi darà e Si son tua, padre amoroso, non testimoniate dalla partitura superstite

## Primi interpreti

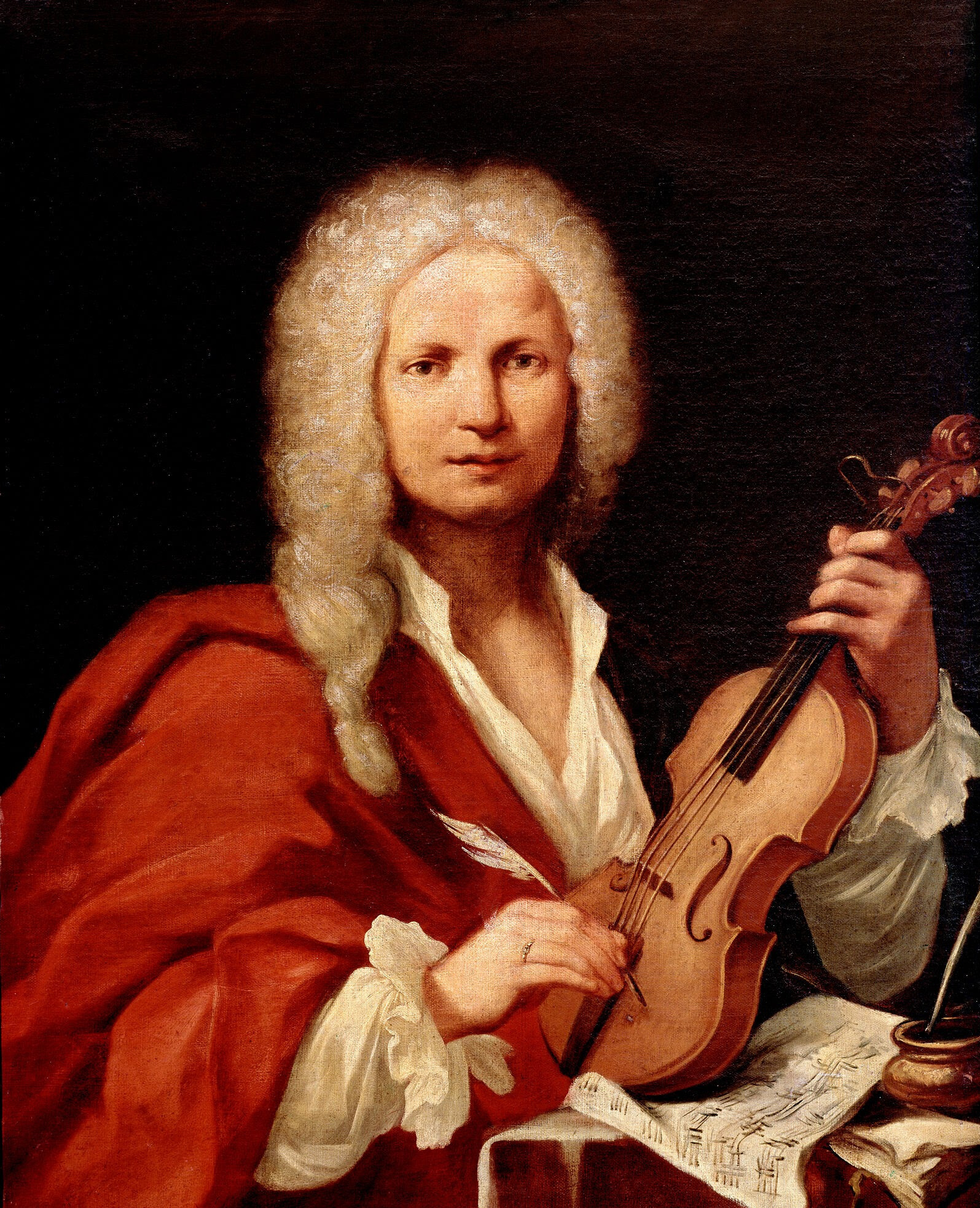
Ritratto di Antonio Vivaldi

| ruolo     | tipologia vocale     | primi interpreti, 29 dicembre 1728 |
| --------- | -------------------- | ---------------------------------- |
| Atenaide  | soprano              | Maria Giustina Turcotti            |
| Pulcheria | mezzosoprano         | Anna Girò                          |
| Teodosio  | soprano castrato     | Gaetano Valletta                   |
| Leontino  | tenore               | Annibale Pio Fabri                 |
| Varane    | contralto (travesti) | Elisabetta Moro                    |
| Marziano  | contralto (travesti) | Anna Maria Faini                   |
| Probo     | tenore               | Gaetano Baroni                     |